# Heinrich Müller (Politiker, 1831)
Johann Heinrich Carl Müller (* 24. Oktober 1831 in Hersfeld; † 28. April 1892 ebenda) war ein deutscher Apotheker und Abgeordneter des Provinziallandtages der Provinz Hessen-Nassau.

## Leben
Heinrich Müller wurde als Sohn des  Apothekers Heinrich Müller und dessen Gemahlin Maria Sophia Brambeer geboren. Nach dem Abitur studierte er Pharmazie, wurde zum Dr. Pharm. promoviert und übernahm in seinem Heimatort die Löwen-Apotheke, die sein Vater zuvor betrieb. Müller war politisch aktiv und erhielt 1875 ein Mandat für den Kurhessischen Kommunallandtag des Regierungsbezirks Kassel, aus dessen Mitte er zum Abgeordneten des Provinziallandtages der Provinz Hessen-Nassau bestimmt wurde. Als Vertreter der höchstbesteuerten Grundbesitzer und Gewerbetreibenden des Kreises Hersfeld kam er 1884 wieder in die Parlamente und übte seine Mandate bis 1891 aus.